# Antoni Józef Wagner

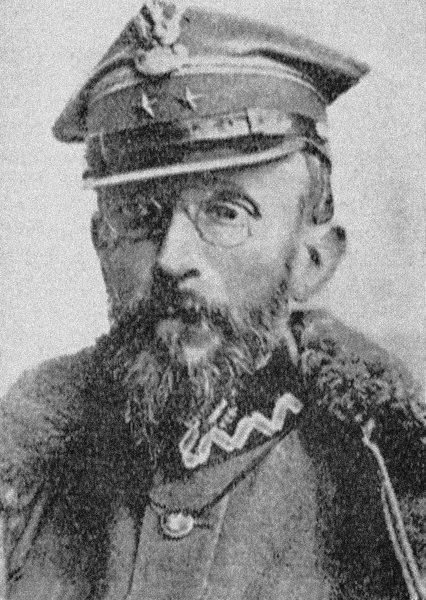
ppłk. Antoni Wagner

Antoni Józef Wagner (ur. 1 lutego 1860 w Ustroniu, zm. 12 czerwca 1928 w Styrii) – polski zoolog i malakolog, pierwszy dyrektor Państwowego Muzeum Zoologicznego w Warszawie.
Studiował na uniwersytecie w Wiedniu nauki przyrodnicze oraz medyczne. Następnie wstąpił do armii austriackiej, gdzie 1886 uzyskał stopień porucznika lekarza. Profesor w Akademii Wojskowej w Wiener Neustadt.
W czasie I wojny światowej komendant szpitali wojskowych. W 1920 w armii polskiej otrzymał stopień podpułkownika lekarza. Od 1921 dyrektor Polskiego Państwowego Muzeum Przyrodniczego (obecnie Instytut Zoologii Polskiej Akademii Nauk). W 1926 uczestniczył w Międzynarodowym Zjeździe Ligi Ochrony Żubra w Wiedniu.
Autor 28 prac naukowych. Uznany za jednego z czołowych taksonomów mięczaków i znawców malakofauny Półwyspu Bałkańskiego i krajów przyległych. Uczestniczył w działaniach mających na celu ochronę populacji żubra.